# Prevención secundaria
La prevención secundaria en medicina, consiste en detectar y aplicar tratamiento a las enfermedades en estados muy tempranos. La intervención tiene lugar al principio de la enfermedad, siendo su objetivo principal el impedir o retrasar el desarrollo de la misma.

## Concepto
| Tipos de prevención | Tipos de prevención | Tipos de prevención | Visión del médico                                             | Visión del médico                                            |
| Tipos de prevención | Tipos de prevención | Tipos de prevención | Enfermedad                                                    |                                                              |
| Tipos de prevención | Tipos de prevención | Tipos de prevención | ausente                                                       | presente                                                     |
| Visión del paciente | Enfermar            | ausente             | Prevención primaria (enfermar ausente enfermedad ausente)     | Prevención secundaria (enfermar ausente enfermedad presente) |
| Visión del paciente | Enfermar            | presente            | Prevención cuaternaria (enfermar presente enfermedad ausente) | Prevención terciaria (enfermar presente enfermedad presente) |

- Idea principal: diagnóstico y tratamiento precoz de la enfermedad.
- Objetivo: disminuir la prevalencia de la enfermedad.
- Aplicación: en el período preclínico (cuando aún los síntomas y los signos no son aparentes, pero existen en estado embrionario o subclínico).

En epidemiología mediante el cribado poblacional se persigue la detección precoz de la enfermedad. E intenta evitar la progresión de la lesión biológica o enfermedad en pacientes que se hallan asintomáticos o manifiestan una morbilidad reducida. Las actividades pueden ser de anticipación diagnóstica o detección precoz de la enfermedad cuando es posible aplicar un tratamiento efectivo; y de posposición cuando se procura retrasar la evolución de la lesión, debido a que en la fase en que se encuentra ya no es posible aplicar medidas curativas.
En la clínica son el conjunto de actuaciones dirigidas a detener la evolución de la enfermedad, detectando precozmente el proceso patológico y poniendo en práctica las medidas necesarias para impedir su progresión.

## Tipos de intervenciones
- Pasivas: el cribado:
  - En atención primaria la estrategia más empleada es la detección oportunista o búsqueda activa de casos (case finding), en la que se realiza una serie de pruebas según la edad, el sexo y los posibles factores de riesgo presentes en la persona que consulta por cualquier cosa.
  - El cribado masivo o rastreo (screening) es una estrategia poblacional cuya efectividad y eficiencia para la detección de patologías crónicas no parece ser suficiente como para recomendarlas de forma global, ya que es frecuente el incumplimiento por parte del individuo presuntamente enfermo respecto de las recomendaciones para confirmar o descartar el diagnóstico.

Según los Criterios de Frame y Carlson para el rastreo de enfermedades respecto a la condición a prevenir, esta debe ser:
1. Causa común de morbimortalidad.
2. Detectable y tratable en etapa presintomática.
3. Los tests para diagnosticarla deben ser efectivos y eficaces.
4. El tratamiento temprano debe ser mejor que el tratamiento en la etapa sintomática o de diagnóstico habitual.
5. El daño potencial de la intervención debe ser menor que el del tratamiento no precoz.[5][6]

- Activas: el autoexamen o autoexploración son acciones autoaplicadas por el individuo para detectarse alguna enfermedad.

## Actividades
Antes de recomendar una prueba diagnóstica a la población sana tiene que constatarse que su aplicación, seguida del oportuno tratamiento, logra la reducción real de la mortalidad. No es válido el razonamiento de que "el éxito es más probable si cualquier enfermedad se trata cuanto antes". No tiene sentido (no es ético) detectar enfermos, para decirles simplemente que está enfermo pero no hay nada que deba o pueda hacer para modificar su condición.
- En los recién nacidos la detección precoz de fenilcetonuria e hipotiroidismo congénito, mediante el análisis gota de sangre obtenida del talón.

- La mamografía en un programa de cribado de cáncer de mama a las mujeres a partir de los 50 años.[7]

- La citología vaginal o papanicolau en mujeres que consumen anticonceptivos orales.

- La autoexploración mamaria en las mujeres.

- El diagnóstico precoz del cáncer de próstata, mediante la determinación del antígeno prostático específico (PSA) en sangre, y de cáncer colorrectal mediante la prueba de sangre oculta en heces todavía no está plenamente aceptado.

### Búsquedas bibliográficas
- Descriptor MeSH: Secondary+Prevention (en inglés)

- PubMed: Secondary Prevention

- Google libros: Prevención secundaria

- Google académico: Prevención secundaria